# 凯旋街道 (沙湾市)
凯旋街道，是中华人民共和国新疆维吾尔自治区塔城地区沙湾市下辖的一个乡镇级行政单位。2023年5月6日，经自治区人民政府批复，沙湾市撤销三道河子镇，分别设立桃园、团结、书香、凯旋四个街道办事处。

## 行政区划
凯旋街道下辖以下地区：
一分场村和二分场村。